# Ouro Verde de Minas
Ouro Verde de Minas est une municipalité brésilienne de l'État du Minas Gerais et la microrégion de Teófilo Otoni.